# Ctěný pan Homer
Ctěný pan Homer (v anglickém originále Colonel Homer) je 20. díl 3. řady (celkem 55.) amerického animovaného seriálu Simpsonovi. Scénář napsal Matt Groening a díl režíroval Mark Kirkland. V USA měl premiéru dne 26. března 1992 na stanici Fox Broadcasting Company a v Česku byl poprvé vysílán 8. dubna 1994 na stanici ČT1.

## Děj
Simpsonovi navštíví místní multikino: Bart a Líza jdou na Vesmírné mutanty VI, zatímco Homer, Marge a Maggie na Stockholmskou aféru. Poté, co Homer vydává rušivé zvuky a hlasitě divákům prozradí závěr filmu, mu Marge vynadá a ostatní návštěvníci ho hecují a zasypávají občerstvením. Marge se cestou domů snaží omluvit, ale Homer je tak rozzlobený, že Marge a děti nechá doma a v noci odejde. 
Homer se zastaví v buranském baru, kde na pódiu vystupuje atraktivní servírka a zpěvačka a skladatelka Lurleen s countryovými písněmi. Poté, co zazpívá píseň, která dokonale odpovídá Homerovým potížím, jede o několik dní později k jejímu mobilnímu domu, aby si vyprosil její kopii. Když Lurleen prozradí, že píseň nenahrála, Homer ji přemluví, aby se k němu připojila v nahrávacím studiu. Lurleeniny písně se okamžitě stanou hity v místních rádiích. 
Marge neschvaluje, aby se Homer s Lurleen scházel, protože se obává, že mezi nimi vznikne milostný vztah. Její obavy vzrostou poté, co se Homer stane Lurleeniným manažerem a ona mu koupí drahý bílý kovbojský oblek, který nosí doma. Homer popírá, že by měl s Lurleen poměr, ale trvá na tom, že bude řídit její kariéru s Marginým souhlasem i bez něj. Lurleenin nový singl, sugestivní milostná metafora s názvem „Bagged Me a Homer“, Marge rozzlobí. 
Homer sežene Lurleen vystoupení v Ya-Hoo!, countryovém westernovém televizním pořadu po vzoru Hee Haw. Homer a Lurleen stráví noc před vystoupením v jejím obytném domě. Když zazpívá novou píseň a požádá Homera, aby s ní spal, uvědomí si, že by tím porušil manželský slib, a odejde. 
Během Lurleenina vystoupení Homera osloví obchodní agent a žádá ho, aby koupil Lurleeninu smlouvu, ale on odmítne. Když se Homer ocitne v objetí s Lurleen v její šatně, proběhne mu před očima jeho milostný život a vzpomene si na Marge, jež mu řekla, že ho bude vždycky milovat. Homer řekne Lurleen, že se chtěl jen podělit o její hlas se světem, a odejde, aby se vyhnul cizoložství. Před šatnou znovu potká agenta a prodá mu Lurleeninu smlouvu za padesát dolarů. 
Když se Homer vrátí, Marge se doma dívá na pořad Ya-Hoo! Lurleenina bluesová píseň odhalí, že ji Homer odmítl, a řekne v ní, že ví, jaké má Marge štěstí. Marge Homerovi odpustí a vášnivě se políbí.

## Produkce

### Psaní a režie
Epizodu napsal tvůrce seriálu Matt Groening, což je vyjma skečů jediná epizoda, u níž získal samostatný autorský podíl, ačkoli se podílel na scénáři tří dalších dílů. Ctěný pan Homer byl částečně založen na filmu První dáma country music z roku 1980, který vypráví příběh countryové zpěvačky Loretty Lynnové. Groening řekl, že vždy chtěl napsat epizodu, ve které je Homerovi nabídnuta jiná šance, jak být bohatý a slavný, než být se svou rodinou, ale nakonec dá přednost rodině před pozlátkem. Předložil tento nápad scenáristům seriálu, kteří navrhli parodii na První dámu country music a také to, že by se Homer měl stát manažerem countryové zpěvačky. Showrunner Mike Reiss byl původně k této epizodě skeptický, protože si nemyslel, že by Homer mohl získat novou práci, když už má práci na plný úvazek ve Springfieldské jaderné elektrárně. Reiss nakonec ustoupil, ale v dalších epizodách se scenáristé snažili rozvinout vysvětlení, že byl z elektrárny vyhozen a na konci znovu přijat. Groening uvedl, že během produkce dílu dostal od produkčního týmu připomínky, že se v ní Homer chová jako blbec, ale jeho vysvětlení bylo, že Homerovo chování bylo způsobeno jeho touhou udělat z Lurleen hvězdu a až do konce si nevšímal jejích pokusů ho svést.
Režisér epizody Mark Kirkland uvedl, že se mu režírování epizody líbilo, protože emoce postav v ní jsou „velmi lidské a skutečné“. Domníval se, že mnoho diváků, kteří díl sledují, rozpozná emoce podle zážitků z vlastního života a bude s postavami soucítit. Nápad Homera otravovat lidi v kině vycházel ze zkušenosti, kterou Groening zažil se svým kamarádem, když byl mladší. Seděli sami v kině a přímo před nimi si sedly dvě „otravné“ ženy. Groeningův kamarád řekl ženám, aby se přesunuly, a ony to udělaly. Jedna z žen se pak otočila ke Groeningovi a jeho příteli a řekla: „Tak co, už jste spokojení?“, na což Groeningův přítel odpověděl: „Nebudu spokojený, dokud vás neuvidím hořet v pekle.“.

### Hlasový projev a hudba
V epizodě jako Lurleen Lumpkinová hostovala americká zpěvačka a herečka Beverly D'Angelová. Herečka se s Groeningem poprvé setkala na večírku v domě Franka Zappy a na základě jejího výkonu v roli Patsy Clineové ve filmu První dáma country music byla povolána na konkurz na roli Lurleen. Roli získala po absolvování pěvecké zkoušky. D'Angelová pro epizodu napsala dvě písně, obě za jednu hodinu, a představila je Groeningovi při společném čtení epizody. Na rozdíl od většiny ostatních hostujících hvězd v Simpsonových, které nahrají své repliky a pak odejdou, aby se přizpůsobily svému rozvrhu, D'Angelová zůstala s produkčním týmem celý den a nadhodila několik vtipů pro tento díl. Časopis Entertainment Weekly označil její výkon v roli Lurleen za jeden ze šestnácti nejlepších hostujících výstupů v Simpsonových. Tom Nawrocki z časopisu Rolling Stone ohodnotil písně, které D'Angelová napsala, jako dvě nejlepší písně v historii seriálu.

### Animace
V této epizodě se v seriálu Simpsonovi poprvé objevuje Lurleen. Vytvořil ji jeden z tvůrců postav seriálu, John Rice. Kirklandovi se první návrh Lurleen, který Rice nakreslil, zdál příliš „nevýrazný“ a „obyčejný“, a tak se rozhodli ji vymodelovat podle D'Angelové a přidat do návrhu „všechna možná klišé o hezkých holkách“. Rice a Kirkland pak poslali postavu Groeningovi, který jim poslal zpět vzkaz: „Wow.“. Reissův partner v seriálu Al Jean řekl, že „jednou z nejtěžších věcí při převádění skutečných lidí do vzhledu Simpsonových je, aby ženy vypadaly krásně“, protože simpsonovský předkus a stavba obličeje obzvlášť ztěžují navrhování ženského vzhledu. Příjmení Lurleen, Lumpkinová, pochází z postavy venkovského pobudy Tonyho Lumpkina z komediální hry Olivera Goldsmithe She Stoops to Conquer z roku 1773.
Bartova dabérka Nancy Cartwrightová ve své autobiografii My Life as a 10-Year-Old Boy napsala, že scénář epizody poskytuje divákům „vizuální a zvukovou hostinu“. Uvedla, že tvůrci pozadí „museli kvůli tomuto dílu absolvovat další exkurzi“, protože se jim podařilo zachytit vzhled typického hudebního nahrávacího studia. Nahrávací studio v epizodě, kde Lurleen nahrává své nové písně s rodinou Simpsonových, má dvě místnosti, jednu pro umělce a druhou pro inženýra, mezi nimiž je skleněná tabule. Cartwrightová uvedla, že designéři přidali svůj vlastní „zvláštní nádech“ tím, že na stěny umístili několik prasklin, navrhli mírně zchátralý strop a vytvořili dojem, že zvuková izolace na stěnách odpadává. Designéři se vydali na exkurzi do Sun Studia, aby získali inspiraci pro rekvizity v nahrávacím studiu, jako je červené světlo, mixážní pult, hudební nástroje a měřiče hlasitosti, které ukazují, jak hlasitě umělec zpívá. Při návrhu interiéru nahrávacího studia designéři barevně smíchali barvy, jako je oranžová, fialová, šedá a hnědá, aby se vzájemně doplňovaly. Barvy v kabině inženýra byly tmavší, aby Homerův bílý oblek vynikl na pozadí. Vzhled inženýra v nahrávacím studiu byl založen na Johnu Boylanovi, americkém hudebním producentovi, který produkoval velmi úspěšné album The Simpsons Sing the Blues. Lurleenin mobilní dům byl navržen jako „velmi stísněný“ a „maličký“, aby kompozice Homera a Lurleen byly těsnější, což scéně dodávalo intimní, romantický pocit.

## Kulturní odkazy
Název epizody a Homerovo oblečení jsou odkazy na plukovníka Toma Parkera, manažera zpěváka Elvise Presleyho. Na začátku epizody se v kině Googolplex ve Springfieldu hrají filmy Honey, I Hit a School Bus (parodie na Miláčku, zmenšil jsem děti), Look Who's Oinking (parodie na Kdopak to mluví) a film Ernest vs. The Pope, v němž vystupuje fiktivní postava Ernesta P. Worrella. Během dlouhé cesty na Beer 'N' Brawl míjí Homer na verandě chlapce hrajícího na banjo, což je odkaz na pasáž „Dueling Banjos“ ve filmu Vysvobození. Tentýž chlapec se později objeví v nahrávacím studiu, kde čeká ve frontě s banjem na nahrání CD. William Irwin ve své knize Philosophy and the Interpretation of Pop Culture píše, že tento „výbuch banja“ musí nést nějaké poselství, i když diváci odkaz na film Vysvobození nepochopí: „Díky převládajícím konotacím s hudbou banja se diváci, kteří nepoznají melodii banja jako znělku z filmu Vysvobození, nebudou smát, ale pouhý zvuk banja divákům říká, že Homer vstoupil do zaostalé, buranské oblasti.“.
Buranský bar Beer 'N' Brawl je založen na baru z filmu Městský kovboj. V Beer 'N' Brawlu se prodávají cigarety Laramie High Tar, což je odkaz na americkou značku cigaret Laramie. Po příchodu domů z Beer 'N' Brawlu utkví Homerovi v hlavě Lurleenina píseň, a dokonce ji zpívá své bowlingové kouli pro štěstí. Homerův spolupracovník Lenny se rozhodne to zkusit a zpívá své bowlingové kouli „There's a Kind of Hush (All Over the World)“. Homer říká, že poslední píseň před Lurleeninou „Your Wife Don't Understand You“, kterou nemohl dostat z hlavy, byla píseň skupiny Lipps Inc „Funkytown“. Countryová komediální show, ve které Lurleen vystupuje, Ya-Hoo!, vychází z countryového televizního seriálu Hee Haw, který se vysílal v letech 1971–1993.

## Přijetí

### Sledovanost a kritika
V původním vysílání skončil díl v týdnu od 23. do 29. března 1992 na 22. místě ve sledovanosti s ratingem 14,8 podle agentury Nielsen, což odpovídá přibližně 16,63 milionu diváckých domácností. V tom týdnu se jednalo o nejlépe hodnocený pořad na stanici Fox.
Po odvysílání epizoda získala od televizních kritiků převážně pozitivní hodnocení. Nate Meyers z Digitally Obsessed ohodnotil epizodu známkou 5 z 5 a označil ji za „další skvělou“ epizodu, která je kronikou lásky mezi Homerem a Marge a ukazuje „vzestupy a pády“ jejich manželství. Podle něj jsou Lurleeniny písně „plné chytrých postřehů“, ale právě Homerovo zmatení z ní dělá „klasický“ díl. Meyers však dodal, že fanoušci countryové hudby se mohou „pohoršovat nad scénářem Matta Groeninga, který hrotí všechny myslitelné stereotypy“. Colin Jacobson z DVD Movie Guide uvedl, že po „skvělé“ předchozí epizodě Spasitel zabijákem „by se dal očekávat nějaký pokles u Ctěného pana Homera, ale prakticky žádný se nekoná. Nabízí další klasickou epizodu, která těží z nezapomenutelného hlasového výkonu hostující D'Angelové. Homerova chvilka na výsluní vytváří zábavnou zápletku a pořad pěkně zesměšňuje country hudební byznys.“
Autoři knihy I Can't Believe It's a Bigger and Better Updated Unofficial Simpsons Guide, Warren Martyn a Adrian Wood, uvedli, že epizoda je „dobrým příkladem toho, jak se Simpsonovi fixují na cíl (v tomto případě country a westernovou hudbu) a vytěží z něj všechny možné gagy. Všechny písně Lurleen jsou úžasné.“ Hock Guan Teh z DVD Town uvedl, že se mu epizoda líbila, a i když neobsahuje „obvyklé množství“ humoru Simpsonových, díky „bohatému vývoji postav samotných stojí tato epizoda za vícenásobné zhlédnutí. Kdo je však alergický na country hudbu, měl by si tento díl odpustit!“
Bill Gibron z DVD Verdictu se domníval, že epizoda obsahuje „jednu z nejlepších“ parodií, jakou kdy autoři Simpsonových vymysleli – parodii na country seriál Hee-Haw s názvem Ya-Hoo!: „I když je třeba několikrát pochválit Beverly D'Angelovou za to, že napsala a předvedla své vlastní vtipné buranské hlášky, je to právě zvrácená kukuřice (televizní seriál Ya-Hoo!) s takovými hvězdami, jako jsou Velký Ron bez košile a Gappy Mae, která tento díl skutečně vynáší do komického nebe. Homerova ovčí reakce na Lurleniny návrhy ukazuje, jaký je to slušný, rodinu milující muž.“.
Recenzent listu Fort Worth Star-Telegram označil díl za „srdceryvný“ a poznamenal, že Simpsonovi „opět ukazují, že v srdci této bláznivé rodiny je trvalá láska“. Genevieve Koskiová z The A.V. Clubu řekla, že „pro zarytého fanouška je to docela nemožná otázka, ale kdybych byla nucena pod hrozbou smrti jmenovat svou nejoblíbenější epizodu vůbec, Ctěný pan Homer by byl pravděpodobně první, kdo by mi vyskočil na mysl“.

### Lurleenin odkaz
Lurleen se v seriálu po této epizodě objevila ještě několikrát. Podruhé se objevuje v epizodě 4. řady Marge versus jednokolejka, kterou namluvila Doris Grauová, když s ní Kent Brockman vede krátký rozhovor během oslavy první plavby jednokolejky. Když se jí zeptá, co v poslední době dělala, odpoví, že „strávila minulou noc v příkopu“. Vypadá rozcuchaně a mluví stejným drsným, chraplavým hlasem, jaký Grauová poskytuje kuchařce Doris, a ne měkkým, jižanským přízvukem, který měla, když byla poprvé představena. Lurleen má také cameo v dílu 4. řady Šáša Krusty je zrušen – Šáša Krusty má padáka na Springfieldských náměstích a objevuje se v Homerově týmu jako členka bowlingového týmu „The Home Wreckers“. V dílu 7. řady Bart na cestě je Lurleenino jméno krátce vidět na transparentu s nápisem „dnes večer hrajeme“ v Bransonu ve státě Missouri. Podruhé se na plný úvazek objevila v dílu 19. řady Táta na útěku, v níž rodina Simpsonových přijme Lurleen k sobě domů poté, co se stane uprchlíkem před springfieldskými úřady kvůli neplacení daní.

## Vydání
Epizoda byla původně vysílána na stanici Fox ve Spojených státech 26. března 1992 a byla vybrána pro vydání ve video kolekci vybraných epizod s názvem The Last Temptation Of Homer, která vyšla 9. listopadu 1998 a do které byly zařazeny i další díly Není ryba jako ryba, Homer sám doma a Homerova dobrá víla. Díl byl později zařazen na DVD set třetí řady Simpsonových, který vyšel 26. srpna 2003. Matt Groening, Mark Kirkland, dabér Dan Castellaneta a tvůrci pořadu Al Jean a Mike Reiss se podíleli na audiokomentáři epizody na DVD. Ctěný pan Homer byl opět zařazen do DVD sady Last Temptation Of Homer vydané v roce 2005. V březnu 2002 byla exkluzivně do obchodů Toys "R" Us vydána sada akčních figurek podle této epizody. Sada s Homerem v bílém obleku a Lurleen s kytarou je součástí série akčních figurek The Simpsons World of Springfield, kterou vytvořila společnost Playmate Toys. Písně Lurleen „Your Wife Don't Understand You“ a „Bagged Me a Homer“ se objevily na kompilačním albu Simpsonových Songs in the Key of Springfield, které vyšlo 18. března 1997.